# Hrabstwo Marion (Missouri)
Hrabstwo Marion (ang. Marion County) – hrabstwo w północno-wschodniej części stanu Missouri w Stanach Zjednoczonych. Obszar całkowity hrabstwa obejmuje powierzchnię 444,05 mil2 (1 150 km²). Według danych z 2010 r. hrabstwo miało 28 781 mieszkańców. Hrabstwo powstało w 1826 roku i nosi imię Francisa Mariona - generała w wojnie o niepodległość Stanów Zjednoczonych.

## Sąsiednie hrabstwa
- Hrabstwo Lewis (północ)
- Hrabstwo Adams (Illinois) (północny wschód)
- Hrabstwo Pike (Illinois) (południowy wschód)
- Hrabstwo Ralls (południe)
- Hrabstwo Monroe (południowy zachód)
- Hrabstwo Shelby (zachód)

## Miasta
- Hannibal
- Palmyra